# Helgi Abrahamsen
Helgi Abrahamsen (24 de novembro de 1966) é um jornalista faroense e político do Partido Unionista liberal conservador. Ele foi membro da Løgtingið de 2008 a 2015. Ele perdeu o seu assento na eleição de 2015, mas foi reeleito em 2019. Foi o Ministro do Meio Ambiente, Indústria e Comércio de 2019 até que deixou o cargo e foi substituído por Magnus Rasmussen em 2021.